# Denderroute zuid

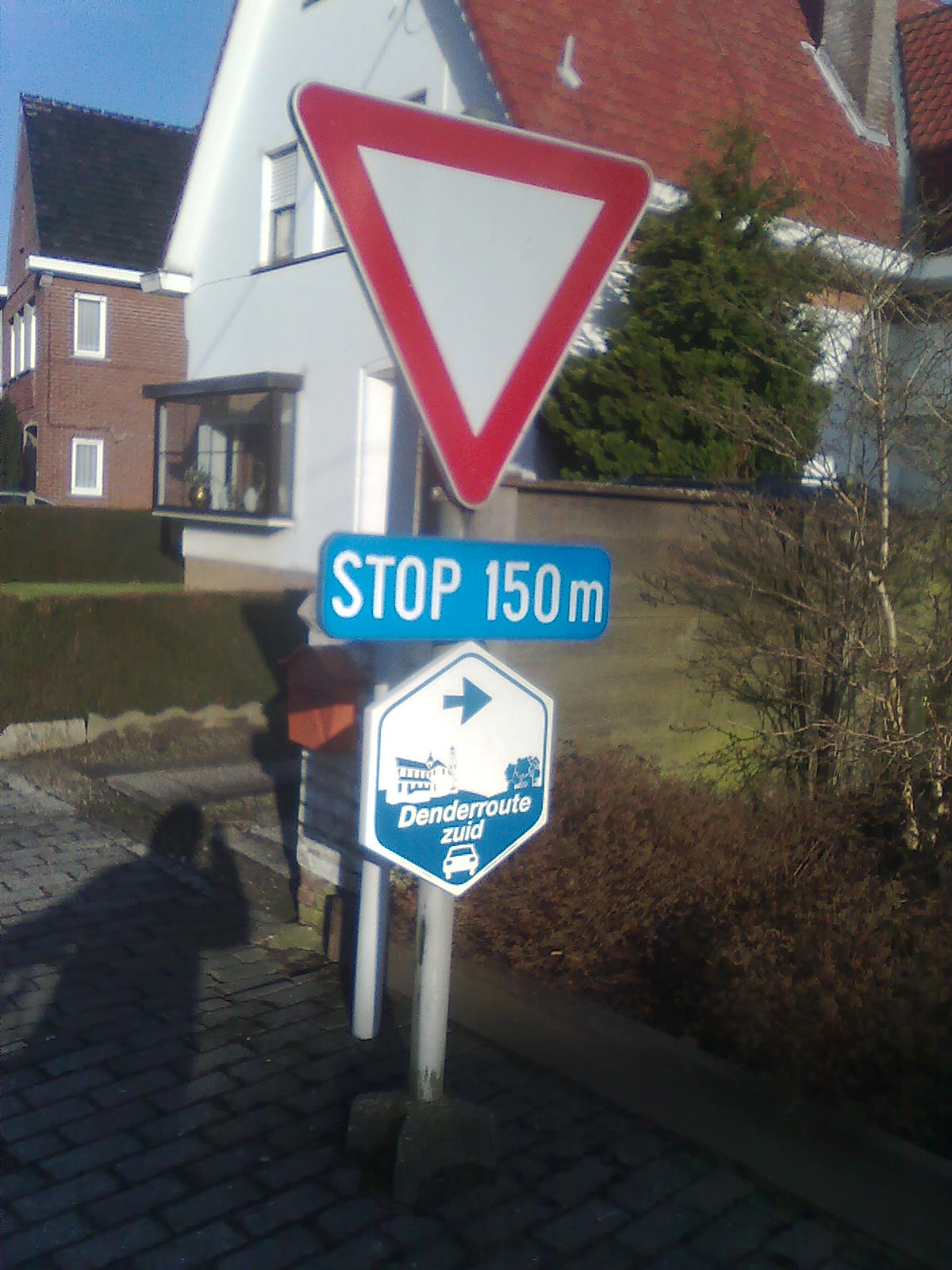
Verkeersbord Denderroute, genomen in de straat Graaf du Parclaan in Herzele

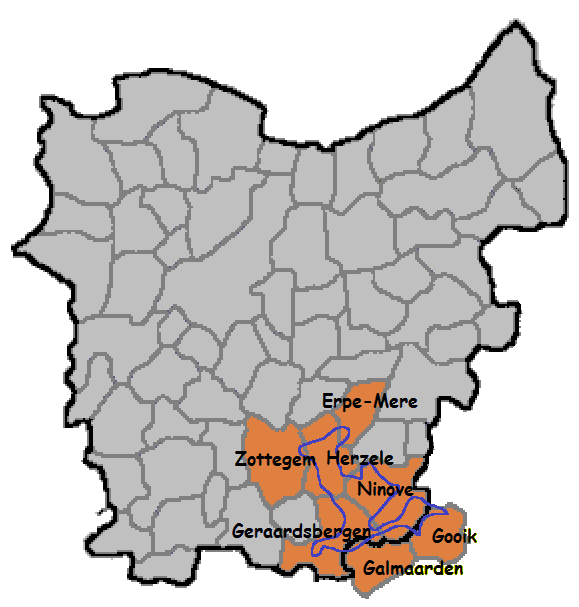
Denderroute zuid door de gemeenten Geraardsbergen, Herzele, Zottegem, Erpe-Mere, Ninove, Gooik en Galmaarden

De Denderroute zuid is een toeristische lusvormige motor- en autoroute in de Denderstreek in de Belgische provincies Oost-Vlaanderen en een klein stukje in Vlaams-Brabant. De Denderroute zuid is bewegwijzerd door Toerisme Oost-Vlaanderen (in samenwerking met Scheldeland, langs Schelde, Dender en Rupel). Toerisme Oost-Vlaanderen organiseert dit voor wie minder goed kan fietsen of wandelen en toch toeristische tochten wil doen in de mooiste streken van de toeristische regio’s. De meeste routes zijn rond de 100 km lang. Het is ook de bedoeling om toeristen met de auto deze route beter te leren als eerste kennismaking met de Denderstreek. Als ze deze route beter kennen kunnen ze later een wandel- of fietstocht in deze streek doen. Het is ook bedoeld voor motorclubs om met deze route kennis te maken. Deze route start op de Grote Markt in Geraardsbergen, de stad van de mattentaarten en de Muur van Geraardsbergen. Ze is ongeveer 75 km en doorloopt daarna de gemeenten Herzele, Zottegem, Erpe-Mere, Ninove, Gooik en Galmaarden en de aankomst is terug in Geraardsbergen. De frequentie van hoe vaak deze route gebruikt wordt is niet gekend.
De Dender en onder meer de Molenbeek en de Molenbeek-Ter Erpenbeek stromen in dit gebied.

## Verloop
De Denderroute zuid loopt in deze volgorde door de volgende deelgemeenten:
Geraardsbergen (start), Onkerzele, Grimminge, Idegem, Smeerebbe-Vloerzegem, Steenhuize-Wijnhuize, Sint-Lievens-Esse, Grotenberge, Herzele, Ressegem, Aaigem, Woubrechtegem, Sint-Antelinks , Aspelare, Nederhasselt, Lebeke, Outer, Ninove, Pollare, Zandbergen, Nieuwenhove, Denderwindeke, Meerbeke, Gooik, Neigem, Lieferinge, Denderwindeke, Nieuwenhove, Waarbeke, Galmaarden, Moerbeke, Onkerzele en  Geraardsbergen (aankomst).

## Bezienswaardigheden
- Grote Markt in Geraardsbergen
- Domein De Gavers in Onkerzele
- Neogotische dorpskerk uit 1912 in Herzele
- Burchtruïne uit 1579 in Herzele
- Kapel uit 1636 in Herzele
- Drie windmolens in Herzele: Molen Te Rullegem, Molen Ter Rijst en Buysesmolen
- Dorpsmotte en Frankische of Romeinse nederzettingen in Ressegem
- Kasteel van Steenhuize
- Barokke Onze-Lieve-Vrouwekerk in Ninove
- Dekenij in Ninove
- Gotische Koepoort in Ninove
- Neoclassicistisch voormalig stadhuis van Ninove
- Kapel van het Onze-Lieve-Vrouwehospitaal in Ninove
- Huis Doremont in Ninove

## Andere routes in de buurt
Fietsroutes, zoals de Molenbeekroute, de Denderende steden, de Reuzenroute en de Ros Beiaardroute.